# メガロマン
『メガロマン』は、1979年5月7日から12月24日まで、フジテレビの月曜日19：00 - 19：30枠で放送された、東宝制作の特撮テレビ番組。全31話。劇中に登場する架空のヒーローの名称でもある。

## 概要
『円盤戦争バンキッド』以来、東宝が久々に制作した特撮ヒーロー番組である。
当時の新聞紙上では、第14話から『炎の超人メガロマン』へと改題されるが、タイトルロゴは変更されなかった。
巨大ヒーローものとしては『ウルトラマンレオ』以来5年ぶりの作品であり、背景には「ウルトラシリーズ」の再放送による第3次ウルトラブームがあった。
本作品は、基本的に一話完結形式ながら、伏線を用いたシリーズ構成も考慮されており、シリーズの前半ではバリヤーパイルを使った黒星族の地球侵略作戦が段階的に進行してゆく展開、終盤には主人公の獅子堂たかしが、黒星族の地球侵略司令官となっていた双子の弟と戦わねばならなくなるというストーリーが展開された。アクションには中国拳法を取り入れている。
小学館発行の『てれびくん』で連載された秋本シゲル（早田光茂）作画の漫画版では雁屋哲が原作（シナリオ）を書き下ろしていることが毎回欄外などでアピールされていた。
書籍『東宝特撮全怪獣図鑑』では、著作権者の了解を得られなかったとして本作品の掲載を見送っている。
衛星波の再放送は、ファミリー劇場、ホームドラマチャンネル、キッズステーションで放送された実績がある。

## あらすじ
ロゼッタ星は、たてがみ族と黒星（こくせい）族の二つの種族が共存する美しい星だった。しかし、好戦的な黒星族は幾度となく戦いを仕掛けて来ており、度重なる民族紛争の果てにロゼッタ全土を征服。次に地球侵略を開始する。これを知ったたてがみ族の1人・ローズマリーは、拳法の達人である地球人・獅子堂剛との間に生まれた息子・たかしにメガロン・ブレスレットを託す。たかしは、炎の超人メガロマンに変身する能力を持っていたのである。一方、黒星族の総統・スメラーは「地球バリヤーパイル作戦」の司令官としてキャプテン・ダガーを任命。彼こそは幼いころに生き別れ、黒星族に育てられた、たかしの双子の弟・ひろしだった。

## 登場人物

### 地球・たてがみ族
獅子堂 たかし（）
地球人の父と、ロゼッタ星人の母との間に生まれた混血児。設定年齢16歳。メガロン・ブレスレットの力でエナジースーツ（赤）を装着し、高嶺壮源によって仕込まれた拳法を武器に黒星族と戦う。「エナジー・アップ」により、エナジースーツを装着することで飛行可能となり、黒星怪獣が出現した際には空を飛んで現場に直行し、メガロマンに変身する。また「スクラムエナジー!」のコールとともに、ブレスレットを介して、仲間たちに自身のエネルギーを注入することで、エナジースーツを着用、パワーアップさせることができる。一度は黒星族に囚われてキャプテン・ダガーの嘲笑を浴びるが、奴隷にされた同族の青年の犠牲により逃がされる。
獅子堂 マリ（）
たかしの母でロゼッタ星人のたてがみ族。本名は「ローズマリー」。宇宙飛行士であった獅子堂剛とは、彼がロゼッタ星へ不時着したのがきっかけで結婚し双子を出産するが、たてがみ族と黒星族の抗争のさなか双子は生き別れとなり、ロゼッタ星も黒星族に征服されたことで地球に亡命。黒星族による地球侵略作戦を察知し、第1話で息子のたかしにメガロン・ブレスレットを、第2話でたかしの正体を知った仲間たちに、出自を明かした上でブレスレットを授ける。ロゼッタ星を脱出する際に使った宇宙船から、たかしたちに指示を送る戦闘アドバイザーの役目も負う。首筋の痣からダガーが失われたもう1人の息子・ひろしだと気づき彼にそう訴えるが、離れていた時間が長すぎて退けられる。
獅子堂 剛（）
たかしとひろしの父で宇宙飛行士の地球人。高嶺壮源の友人で拳法の達人。第1話の回想場面で、ダガーとの戦いに敗れ死んだと思われていたが、第22話で生存が判明。反乱軍を率いて黒星族と戦う傍ら、ロゼッタ星からたかしたちへの支援活動を行う。第30話でロゼッタ星の黒星族掃討に成功して地球に向かっていたことが判明し、最終回でマリが告げたのに続きダガーに「お前は私たちの息子だ」と訴えるが、拒絶される。妻や息子との再会を果たし、ロゼッタ星と地球の平和が尊い犠牲の末に訪れたことを実感する。
高嶺 ラン（）
たかしの恋人で高嶺壮源の娘。設定年齢17歳。第2話でマリからメガロン・ブレスレットを授与される。専用のレオタード型エナジースーツ（ピンク）を装着して黒星族のインベーダーと戦う。当初「たかしを愛する半面、敵であるダガーにも心を動かされる」という設定が存在したが、そのような描写は一切みられない。
由利 兵介（）
第2話でメガロン・ブレスレットを授与され、専用のエナジースーツ（黄）を装着して黒星族のインベーダーと戦う。設定年齢17歳。新聞記者の兄にも内緒で戦う。第29話では捕えられて怪獣テロギラスにされる。奥多摩出身だったが故郷の村は小河内ダムの湖底に沈んでいることが第19話で語られる。
黒川 精次（）
第2話でメガロン・ブレスレットを授与され、専用のエナジースーツ（青）を装着して黒星族のインベーダーと闘う。設定年齢17歳。自動車修理工の父（演 - 和久井節緒）にも内緒で戦う。第25話で、ベーロックの放った短刀からたかしをかばって致命傷を負い、怪獣ザターンに苦戦するメガロマンを叱咤激励しつつ息絶える。
猿 一平（）
第2話でメガロン・ブレスレットを授与され、専用のエナジースーツ（緑）を装着。設定年齢12歳。猿の動きを真似た拳法とスペースインベーダーごっこという戦法で黒星族のインベーダーと戦う。このことはラーメン屋を営む両親（演 - 当銀長太郎、藤江リカ）にも、内緒である。
高嶺 壮源（）
ランの父で高嶺中国拳法会、通称・高嶺道場の師範。獅子堂剛の友人でたかしや兵介たちの師匠でもある。たかしとマリのことは剛から母子に託されていた手紙でその素性を知り、離れの土地を提供して住まわせる。国防省の司令官を務めていた友人、神谷（演 - 外山高士）が、第18話で黒星族の女インベーダー（演 - 黒田福美）に暗殺されたため、神谷の遺志を継いで国防省防衛隊の司令官になる。第30話でベーロックの策略で捕えられ、ランの手で解放された後にベーロックと相討ちとなる。

### 黒星族
キャプテン・ダガー
要塞惑星を拠点として、地球侵略作戦を進める黒星族の司令官。たかしの双子の弟で本名は獅子堂 ひろし（）だが、3歳のとき抗争に巻き込まれて家族と生き別れ、黒星族のスメラー総統に拾われて育てられた。第11話で、作戦が遅々として進まないことに業を煮やし要塞惑星にやってきたスメラーから、作戦司令官の解任を告げられたため逆上し、後任のキャプテンを殺害。さらには、スメラーを罠に嵌めて怪獣ヌンチャックへと改造して死に追いやり、これ以降はスメラーから奪った黄金の仮面を着用してダガー総統を名乗って地球侵略作戦を継続する。最終回で自身の素性を実の両親から告げられるが、物心のつかぬ僅か3歳ではぐれて黒星族で育ったため、家族の一切の情愛が湧き上がるはずもなく、自ら仮面怪獣ダガーと化してメガロマンと対決するが、兄のメガロンブレーダーで斬られて敗れる。最期は元の姿に戻り、母と兄に看取られながら息絶える。
スメラー総統
黒星族の支配者で、地球侵略作戦の総司令官。ロゼッタ星からダガーに指令を下す。仮面の下の素顔は不明。ダガーの育ての親だったが、第11話でそのダガーとの諍いから怪獣合成装置にかけられ怪獣ヌンチャックに改造される。ダガーの命令のまま出撃し、一時は「ロケットヌンチャック」でメガロマンを圧倒するが倒される。スメラーの死後、ダガーは部下たちに「総統は宇宙艇の事故で亡くなられた」と虚偽の事情説明をする。
ベーロック
怪獣軍団を使ったメガロマン処刑作戦を筆頭に、ダガー総統の地球侵略作戦を補佐する科学者。第25話で精次を殺す。卑劣漢だが、第28話で黒星族の突撃隊隊長である息子・ハイム（演 - 広田行生）の怪獣化をダガーに命令された際には最後まで躊躇するなど、父親としての愛情を見せる場面もある。第30話で壮源を捕えて致命傷を負わせるものの、同時に自身も致命傷を負わされ、デスパーを復活させた直後に息絶える。

### その他
由利 一也（）
兵介の兄で新聞記者。たび重なる怪獣の出現に不審を抱く。

## メガロマン
獅子堂たかしが「メガローン」の掛け声とともに、メガロン・ブレスレットを胸の前で合わせることで、爆炎の中から巨大化変身して現れる炎の超人。サイクロン・キック（旋風脚）、タイガー・クラッシュ（猛虎硬爬山）といった宇宙拳法で闘う。武器は2本のサイメガロン・ブレードと、これを変形させた長剣メガロン・ブレーダー（いずれも第7話で初使用）。このほか、劇中未使用の武器として、腹部に装備されたレーザー・ミサイルがある。必殺技はメガロン・オーラで蓄積した炎のエネルギーをたてがみから放つ超高熱火炎メガロン・ファイヤー。変身による時間制限はないが、一度メガロン・ファイヤーを使用すると、体力の回復、およびメガロン・ファイヤーの再使用に3分間を要するという弱点がある。
最大の特徴である白いたてがみや、必殺技を放つ際にたてがみを振り回すアクションは、日本舞踊の演目である鏡獅子を連想させる。
- スーツアクターを務めた村上潤は、マスクが大きく隙間が空いており、目と覗き穴の距離があるため視界も悪かったと証言している[4]。また髪の毛もカットの度に一旦外し、スタッフがメンテナンスを行わなければならないなど苦労を語っている[4]。スーツはウェットスーツで、村上は当初は硬く馴染むまでに数話かかったと述べている[5]。
- 村上は拳法の経験はなく、本作品の宇宙拳法はブルース・リーの映画などを参考に独自の型を作っていた[4]。擬斗を担当した山岡淳二はメガロマンの旋風脚の動きを気に入り、後年『電子戦隊デンジマン』で村上が演じたデンジグリーンの名乗りにも旋風脚を取り入れている[4]。

## 黒星怪獣
黒星族の兵士が怪獣合成装置によって怪獣化する。作戦遂行のため要塞惑星から地球に送り込まれる。
別名は、小学館『てれびくん』に準拠
- 双鎌獣 カマギドン（第1話）
- 火尖獣 ゴラン（第2話）
- 合体怪獣 ザニンガ（第3話）
- マグネット怪獣 ドブラ（第4話）
- 保護色怪獣 ガメレアン（第5話）
- スモーク怪獣 ズボーグ（第6話）
- マグマ怪獣 テルモス（第7話）
- 名称不明の実験用怪獣[注釈 4]（第8話）
- 鋼鉄怪獣 スチルネス（第8話）
- ブルドーザー怪獣 ドラドーザー（第9話）
- 電波怪獣 ジャマード（第10話）
- 合体怪獣 ヌンチャック（第11話）
- かみそり怪獣 レザックス（第12話）
- 一つ目怪獣 ミラモノクル（第13話）
- 毒ガス怪獣 ボアレイン（第14話）
- 一角怪獣 ユニゴン（第15話）
- 冷凍怪獣 パラボランI（第16、17話）
- 冷凍怪獣 パラボランII（第17話）
- アブク怪獣 ギャンザー（第18話）
- 合体怪獣 アルムンガ（第19話）
- ミイラ怪獣（不死身怪獣）ゾンビロン（第20話）
- 吸盤怪獣 スイドラス（第20、21話）
- ハリケーン怪獣 バリゲーン（第20、21話）
- 爆弾怪獣 ボンバロン（第20、21話）
- 合体怪獣 再生アルムンガ（第20、21話）
- のこぎり怪獣 ソーンガー（第22話）
- さめ怪獣 シャークロン（第23話）
- 吸血怪獣 バギューマ（第24話）
- 悪魔怪獣 ザターン（第25話）
- 蜘蛛怪獣 ズバイダー（第26話）
- 光線怪獣 ジャドンガ（第27話）
- 野牛怪獣 バッファローン（第28話）
- 戦斗怪獣 テロギラス（第29話）
- スパーク怪獣 デスパー（第30、31話）
- 仮面怪獣 ダガー（第31話）

## キャスト
- 獅子堂 たかし、キャプテン・ダガー - 北詰優基（2役）[注釈 5]
- 獅子堂 マリ - 高林由紀子
- 高嶺 ラン - 杉まどか
- 由利 兵介 - 保積ぺぺ
- 黒川 精次 - ジミー荒木（第1 - 19・22 - 25話[注釈 6]）
- 猿 一平 - 橋満耕司
- 獅子堂 剛 - 川津祐介（特別出演、第1・7・23・31話）
- 高嶺 壮源 - 井上孝雄（第1 - 10・16 - 30話）
- ベーロック - 黒部進（第20 - 30話）
- 由利 一也 - 西田健（第3・9話）

### 声の出演
- メガロマン（第5話以降、ノンクレジット）、キャプテン・ダガー - 池水通洋[注釈 7]
- スメラー総統 - 沢りつお（第1・6・11話）

### スーツアクター
- メガロマン[4][6][5] - 村上潤
- 黒星怪獣 - 冷水良信（第1 - 19・22・23話）、小林操、甲斐道夫[7][6][5]（第20．21・24 - 31話）、竹田道弘[4][7][6][5]、喜多川務[7]ほか
- 戦闘員 - 柴原孝典[8]

## スタッフ
擬斗の山岡淳二は第4話までは本編と特撮の両方を担当していたが、第5話以降は本編のみになり、特撮班はスーツアクターの村上を中心に自分たちで立ち回りをつけていた。怪獣のスーツアクターを務めた竹田道弘は、山岡の演出は怪獣にトランポリンを飛ばさせるなどの無茶があったが、村上らの立ち回りはただのどつき合いであったと証言している。
- 原作：雁屋哲（小学館『てれびくん』、学習雑誌連載）
- 企画：池田公雄（じん企画）
- 担当：別所孝治（フジテレビ）
- プロデューサー：下村毅一、真野田陽一、山本悦夫
- 音楽：横山菁児
- 擬斗：山岡淳二
- 撮影：森喜弘、野村和正
- 照明：岸田国夫
- 美術：高橋昭彦
- 助監督：谷口正行、宮坂清彦、山田純生
- 編集：武田うめ
- 記録：増田実子、高橋扶佐緒
- 制作主任：石川和彦、原雄次郎
- 録音：TESS
- 衣裳：京都衣裳
- 現像：東京現像所
- 特撮スタッフ
  - 撮影：佐藤貞夫
  - 照明：今泉千仭
  - 操演：小針清美
  - 美術：家辺信二
  - 助監督：神沢信一、品田仁
  - 光学撮影：宮西武史、兵頭文造
  - 特殊効果：高野清一
  - 記録：西川照代、小林みどり
- 制作協力：デル・トロイム
- 衣裳協力：ベビー・こども服の店 下北沢自由が丘 白樺
- 制作：フジテレビ、東宝株式会社

### ノンクレジット
- 特殊造形：開米プロダクション
- 広告代理店：博報堂
- ナレーター：中江真司

## 放送リスト
| 放送日   | 話数 | サブタイトル                               | 脚本                | 監督         | 特技監督   | ゲスト出演                                                          |
| -------- | ---- | ------------------------------------------ | ------------------- | ------------ | ---------- | ------------------------------------------------------------------- |
| 5月7日   | 1    | 燃えよ！炎の超人                           | 田村多津夫          | 長野卓       | 真野田陽一 | - 松坂司郎 - 栗原敏 - 益田哲夫 - 井上清和 - 川津祐介                |
| 5月14日  | 2    | 友情のブレスレット                         | 富田祐弘            | 長野卓       | 真野田陽一 | - 三上剛 - 龍のり子 - 竹井亮介 - 金沢喜久子 - 福永喜一 - 伊藤厚志   |
| 5月21日  | 3    | 唸れ！宇宙拳法                             | 田村多津夫          | 野長瀬三摩地 | 神沢信一   | - 西田健 - 横山稔 - 甲斐道夫                                        |
| 5月28日  | 4    | 怪獣軍団発進せよ！                         | 富田祐弘            | 野長瀬三摩地 | 神沢信一   | - 和久井節緒 - 加藤茂雄 - 稲田龍彦 - 矢車武                         |
| 6月4日   | 5    | 地球征服の第一弾！                         | 田村多津夫          | 野長瀬三摩地 | 神沢信一   | - 永浜三千子 - 岡本美登 - 岩城一男 - 鈴木弘道                       |
| 6月11日  | 6    | 見えない敵との闘い                         | 田村多津夫          | 野長瀬三摩地 | 神沢信一   | - 津田恵一 - 上田大火 - 横山稔 - 竹下誠治                           |
| 6月18日  | 7    | 戦え！愛の戦士たち                         | 田村多津夫          | 東條昭平     | 川北紘一   | - 川津祐介 - 竹田寿郎 - 清野国宣 - 岩城一男 - 猿渡幸太郎 - 稲田龍彦 |
| 6月25日  | 8    | 危機一髪！小さな勇者                       | 富田祐弘            | 東條昭平     | 神沢信一   | - 藤江リカ - 当銀長太郎 - 酒井努 - 喜多川務                         |
| 7月2日   | 9    | UFOが海に落ちた！                          | 田村多津夫          | 東條昭平     | 神沢信一   | - 西田健 - 酒井郷博 - 松川郎 - 喜多保至                             |
| 7月9日   | 10   | 涙で闘え！人間兵器                         | 富田祐弘            | 野長瀬三摩地 | 神沢信一   | - 小原秀明 - 新堀和男 - 井上清和 - 吉田昌雄                         |
| 7月23日  | 11   | 地球に迫る要塞惑星！                       | 富田祐弘            | 野長瀬三摩地 | 神沢信一   | - 当銀長太郎 - 喜多川務 - 田波正則 - 竹田道弘                       |
| 7月30日  | 12   | 砕け！黒星族の野望                         | 田村多津夫          | 野長瀬三摩地 | 神沢信一   | - 竹下誠治 - 岩城一男 - 横山稔 - 吉田昌雄                           |
| 8月6日   | 13   | インベーダー大作戦                         | 田村多津夫          | 野長瀬三摩地 | 神沢信一   | - 富田浩太郎 - 名川貞郎 - 春田純一 - 喜多川務                       |
| 8月13日  | 14   | 地球の子供を狙え！                         | 富田祐弘            | 東條昭平     | 神沢信一   | - 堀田秀康 - 飯田真一郎 - 田波正則 - 竹田道弘                       |
| 8月20日  | 15   | 角ミサイル！炎の超人を撃て                 | 田村多津夫          | 東條昭平     | 神沢信一   | - 香山浩介 - 横山稔 - 益田哲夫 - 竹下誠治                           |
| 8月27日  | 16   | 黄金仮面！地球に現わる                     | 田村多津夫          | 野長瀬三摩地 | 高野宏一   | - 今井耕二 - 香野なつみ - 喜多保至 - 井上清和                       |
| 9月3日   | 17   | 怪獣秘密基地はどこだ！                     | 田村多津夫          | 野長瀬三摩地 | 高野宏一   | - 今井耕二 - 香野なつみ - 岩城一男 - 鈴木弘道                       |
| 9月10日  | 18   | 怪獣が街を消した！                         | 富田祐弘            | 東條昭平     | 神沢信一   | - 外山高士 - 久遠利三 - 小笠原弘 - 黒田福美                         |
| 9月17日  | 19   | 半魚星人！うろこの秘密                     | 田村多津夫          | 東條昭平     | 神沢信一   | - 早川研吉 - 武見潤 - 田波正則 - 竹田道弘                           |
| 10月8日  | 20   | 怪獣軍団大襲来 メガロマン処刑作戦 - 前編 - | 伊東恒久            | 東條昭平     | 神沢信一   | - 田波正則 - 竹田道弘 - 井上清和                                    |
| 10月15日 | 21   | 怪獣軍団大襲来 メガロマン絶体絶命 - 後編 - | 山崎晴哉            | 東條昭平     | 神沢信一   | - 田波正則 - 竹田道弘 - 井上清和                                    |
| 10月22日 | 22   | 奪われたメガロンファイヤー                 | 田村多津夫          | 深沢清澄     | 神沢信一   | - 田波正則 - 竹田道弘 - 井上清和                                    |
| 10月29日 | 23   | 悪魔の手から脱出せよ                       | 田村多津夫          | 深沢清澄     | 神沢信一   | - 春田純一 - 川津祐介 - 田波正則 - 竹田道弘 - 井上清和              |
| 11月5日  | 24   | ダガーは生きていた                         | 伊東恒久            | 深沢清澄     | 神沢信一   | - 小木洋子 - 斉藤克美                                               |
| 11月12日 | 25   | 涙を獅子のたてがみに！                     | 山崎晴哉            | 深沢清澄     | 神沢信一   | - 柄沢英二 - 佐野大輔                                               |
| 11月19日 | 26   | 蜘蛛怪獣ズバイダーの脅威！変身できず       | 山崎晴哉            | 野長瀬三摩地 | 高野宏一   | - 大山いづみ - 横山稔 - 吉田昌雄 - 岡本美登                         |
| 11月26日 | 27   | 原子炉爆発三秒前！光線怪獣ジャドンガ       | 富田祐弘            | 野長瀬三摩地 | 高野宏一   | - 岩城一男 - 猿渡幸太郎 - 稲田龍彦                                  |
| 12月3日  | 28   | 必殺の戦士 野牛怪獣バッファローン          | 山崎晴哉            | 上野英隆     | 神沢信一   | - 広田行生 - 竹田寿郎                                               |
| 12月10日 | 29   | その怪獣を撃つな!! 戦斗怪獣テロギラス      | 伊東恒久            | 上野英隆     | 神沢信一   | - 喜多保至 - 井上清和 - 竹下誠治                                    |
| 12月17日 | 30   | 総統ダガーの反撃！スパーク怪獣デスパー     | 田村多津夫 富田祐弘 | 東條昭平     | 神沢信一   | - 田波正則 - 竹田道弘 - 井上清和                                    |
| 12月24日 | 31   | 宿命の対決！メガロマン対仮面怪獣ダガー     | 田村多津夫 富田祐弘 | 東條昭平     | 神沢信一   | - 川津祐介 - 吉田昌雄 - 栗原敏 - 竹田道弘                           |

## 放送局
| 放送対象地域  | 放送局         | 放送期間                  | 系列                          | 備考   |
| ------------- | -------------- | ------------------------- | ----------------------------- | ------ |
| 関東広域圏    | フジテレビ     | 月曜 19:00 - 19:30        | フジテレビ系列                | 制作局 |
| 北海道        | 北海道文化放送 | 月曜 19:00 - 19:30        | フジテレビ系列                |        |
| 宮城県        | 仙台放送       | 月曜 19:00 - 19:30        | フジテレビ系列                |        |
| 静岡県        | テレビ静岡     | 月曜 19:00 - 19:30        | フジテレビ系列                |        |
| 中京広域圏    | 東海テレビ     | 月曜 19:00 - 19:30        | フジテレビ系列                |        |
| 近畿広域圏    | 関西テレビ     | 月曜 19:00 - 19:30        | フジテレビ系列                |        |
| 岡山県 香川県 | 岡山放送       | 月曜 19:00 - 19:30        | フジテレビ系列                |        |
| 広島県        | テレビ新広島   | 月曜 19:00 - 19:30        | フジテレビ系列                |        |
| 福岡県        | テレビ西日本   | 月曜 19:00 - 19:30        | フジテレビ系列                |        |
| 佐賀県        | サガテレビ     | 月曜 19:00 - 19:30        | フジテレビ系列                |        |
| 青森県        | 青森テレビ     | 木曜 17:30 - 18:00        | TBS系列                       |        |
| 岩手県        | テレビ岩手     | 月曜 - 金曜 17:45 - 18:15 | 日本テレビ系列                |        |
| 秋田県        | 秋田テレビ     | 月曜 17:00 - 17:30        | フジテレビ系列                |        |
| 石川県        | 石川テレビ     | 月曜 16:00 - 16:30        | フジテレビ系列                |        |
| 福井県        | 福井テレビ     | 月曜 17:25 - 17:55        | フジテレビ系列                |        |
| 長崎県        | テレビ長崎     | 月曜 18:30 - 19:00        | 日本テレビ系列 フジテレビ系列 |        |

## 主題歌
オープニング「行け! 行け! メガロマン」
作詞 - 雁屋哲 / 作曲 - 戸塚省三 / 編曲 - 川上了 / 歌 - 水木一郎
エンディング「我が心のロゼッタ星」
作詞 - 雁屋哲 / 作曲 - 戸塚省三 / 編曲 - 川上了 / 歌 - 水木一郎
発売元 - 日本コロムビア株式会社 SCS-479

## 音楽
本作品のBGMは、当初からコンセプト・アルバムとして、日本コロムビアのスタジオで録音されていた。本作品の開始直後には、選曲者がアルバム用の音源からさまざまな曲を秒単位で抜粋していたが、中盤の話数からは『恐竜戦隊コセイドン』や、『イナズマン』などの流用曲が続出。東宝作品とも無縁な『イナズマン』の流用経緯については、主題歌のシングル・レコードの発売元が同じ日本コロムビアということ以外は共通点がなく、まったく不明である。
組曲 メガロマン テレビ・オリジナル・サウンドトラック盤
作曲 - 横山菁児 / 指揮 - 熊谷弘 / 演奏 - 安倍圭子（マリンバ）、矢島富雄（チェロ）、コロムビア・ジャズ・オーケストラ / 発売元 - 日本コロムビア株式会社 CQ-7022 / 発売日 - 昭和54年6月25日
A面
1. 序曲 〜 広大な宇宙と緑の地球 〜
2. メガロマン
3. 愛
4. 宇宙拳法 〜 出陣・追跡・そして格闘 〜

B面
1. インベーダー 〜 ダガーと黒星族の襲撃 〜
2. メガローン 〜 苦悩・決意・怒り 〜
3. ロゼッタ星
4. 終曲

## 特撮
「平成ゴジラシリーズ」の特技監督としても知られる川北紘一は、第7話を担当した際に「2話分の特撮予算を費やし、その回のみで本作品を降ろされた」と巷間で伝えられているが、川北本人によると、実際に第7話は脚本段階で予算オーバー必至な内容で、この「一回限り」のイレギュラーな参加は、いわば外部スタッフに予算超過させる現場での「汚れ役」であり、プロデューサー自身も予算超過は承知の上でのオファーだったという。川北も「どのみち一回限り」と、火山の火口内を再現した巨大なセットを造り、セット内でのメガロマンと怪獣の闘いを、劇場映画並に手間と予算をかけ、奔放に演出したとのことで、この回の特撮は視聴者を始め、内外でも非常に評判が高かったとのこと。
第3、4、20、23、26、27、最終話などでは、翌年の『ウルトラマン80』並に豪華なミニチュア特撮を披露していた。第16話からは、円谷プロダクションの高野宏一も参加している。なお、メガロマンが戦闘中に構えた際の効果音は、そのまま『ウルトラマン80』で80が構えるときの音として流用されている。
メガロマンのたてがみはかつら形式で、脱色したヤクの毛が使われている。開米プロ社長の開米栄三と若狭新一によるもので、これは開米が『マグマ大使』で考案した技法である。後の映画『モスラ3』などにおいても、若狭は成虫モスラの体毛にヤクの毛を使っている。

## 日本国外での反響
イタリアではRAIで放送されており、Megalonsingersという歌手グループが歌う主題歌「Megaloman」とともに大人気となった。
2006年6月16日付のイタリア紙『コッリエーレ・デッロ・スポルト』の「W杯の変な髪形特集」にて、ソフトモヒカンヘアーの日本FW・高原直泰の写真が掲載された。オーストラリア戦での高原のプレーについても触れられており、「意味不明なドリブル、プレー。そして髪形は異彩を放つ」と酷評。「日本の“メガロマン”のようだ」と例えられた。